# Codex Vaticanus 354
De Codex Vaticanus 354 (Gregory-Aland no. S of 028, von Soden ε 1027) is een van de Bijbelse handschriften. De codex is geschreven met hoofdletters (uncialen) en bestaat uit 235 perkamentbladen (36 x 24 cm). De tekst is geschreven in twee kolommen per pagina, 27 regels per pagina.

## Beschrijving
De codex bevat de volledige tekst van de vier evangeliën, en het Epistula ad Carpianum: de brief van Eusebius van Caesarea aan een christen genaamd Carpianus, waarin Eusebius zijn synoptisch systeem en indeling van de evangeliën uitlegt. Verder bevat deze codex voor elk evangelie een overzichtstabel van de hoofdstukken (κεφάλαια), waarvan de nummers in de marge staan, en hoofdstuktitels (τίτλοι). De indeling volgens Ammonius van Alexandria staat erin aangegeven, met verwijzingen naar de canons van Eusebius. Ook zijn er onderschriften na elk evangelie, en staat het aantal "stichoi" of tekstlijnen erin opgetekend. Het is een van de oudste bekende handschriften met neumen (muzieknoten). Het lettertype is groot, langwerpig en compact, en geeft een indruk als van een slavisch handschrift.
De Codex Vaticanus 354 geeft de Byzantijnse tekst weer. Kurt Aland plaatste de codex in categorie V.
De Codex werd onderzocht door Bianchini, Andreas Birch, en Tischendorf.
In tegenstelling tot de andere handschriften, kan deze codex zonder schattingen op een exacte schrijfdatum worden gedateerd: de colofon van de codex (op folio 234 verso) vermeldt de naam van de monnik, Michael, die het werk voleindigde "in de maand maart, de vijfde dag, het zesde uur, het jaar 6457, de zevende indictie". Volgens de toen in Constantinopel gevolgde tijdrekening komt dit op het jaar 949 van de gregoriaanse tijdrekening. Dit is het enige bekende unciaalhandschrift dat door de kopiist werd gedateerd.
Het handschrift wordt bewaard in de Vaticaanse Bibliotheek te Rome (Gr. 354).

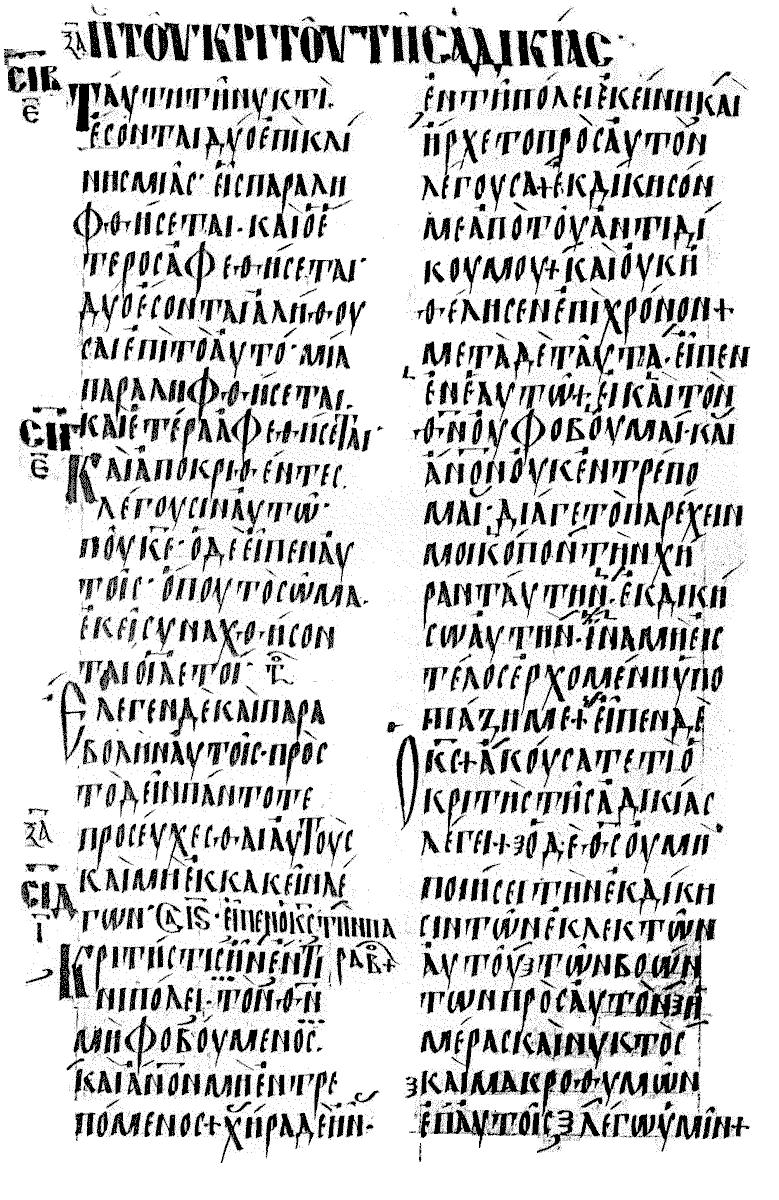
Evangelie volgens Lukas 17:34-18:8
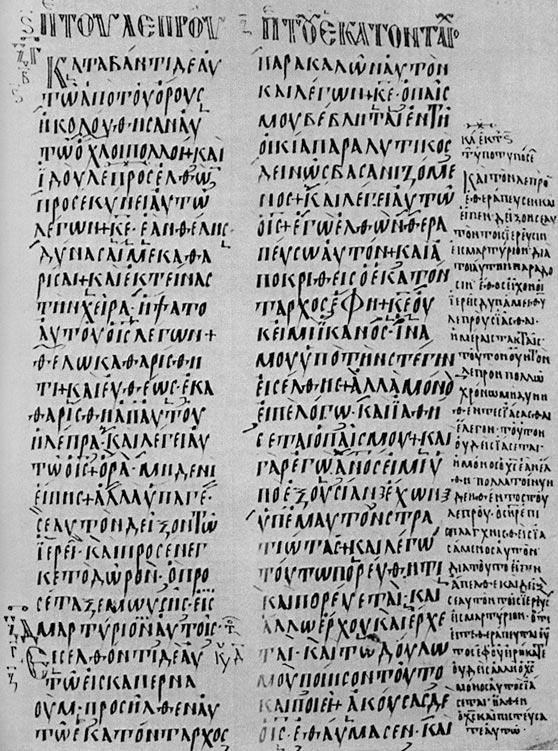
Evangelie volgens Matteüs 8:1-10 in Vaticanus 354